# Манык
Манык (в верховье также Малый Манык) — река в России, протекает в Турочакском районе Республики Алтай. Устье реки находится в 148 км по правому берегу Лебеди. Длина реки — 14 км.
Начинается на хребте Поскай. Генеральным направлением течения реки является запад. На высоте 581 м над уровнем моря сливается с рекой Лебедь.

## Данные водного реестра
По данным государственного водного реестра России относится к Верхнеобскому бассейновому округу, водохозяйственный участок реки — Бия, речной подбассейн реки — Бия и Катунь. Речной бассейн реки — (Верхняя) Обь до впадения Иртыша.
Код объекта в государственном водном реестре — 13010100212115100000465.